# Unified Parallel C
Unified Parallel C (UPC) - розширення мови програмування С, призначене для високопродуктивних обчислень на масштабних паралельних комп'ютерах, в тому числі на SMP/NUMA системах з загальною пам'яттю (єдиним адресним простором) і з розподіленою пам'яттю (наприклад, на кластерах). Програмісту надається доступ до всього глобального розділеного адресного простору (PGAS), збережені в ньому змінні можуть читатися і змінюватися будь-яким процесором. При цьому кожне значення зберігається у фізичній пам'яті одного з процесорів. UPC використовує модель SPMD (Single Program Multiple Data) в якій ступінь паралелізму фіксується при запуску програми, зазвичай на рівні один потік виконання на ядро процесора.
Для вираження паралелізму UPC додає до ISO C 99 конструкції:
- Явну паралельну модель виконання;
- Загальний (поділений) адресний простір;
- Примітиви синхронізації і модель консистентності пам'яті;
- Примітиви управління пам'яттю.

На UPC значно вплинули три більш ранніх паралельних розширення: ISO C 99: AC, Split-C, і Parallel C Preprocessor (PCP). UPC не є їхньою надбудовою, а скоріше спробою об'єднати кращі їх сторони. UPC комбінує зручність програмування в парадигмі загальної пам'яті, рівень контролю за розподілом даних і продуктивності парадигми передачі повідомлень. Підтримується на різних HPC платформах.
UPC доволі простий в програмуванні, особливо для С-програмістів та порівнянні с іншими парадигмами паралельного програмування (MPI, Charm++). Продуктивність UPC схожа з MPI.
Вручну оптимізований код с блоковими пересилками даних, все ж значно простіше, ніж MPI. Мова і середовище виконання (runtime) беруть на себе рутинну роботу по комунікації.

## Особливості UPC

### Філософія
Філософія мови схожа на С:
- Багато можливостей;
- Потребує акуратності.

### Реалізації
Існують різні реалізації стандарту UPC:
- UPC @ GWU - розробляють стандарт http://upc.gwu.edu [Архівовано 8 липня 2012 у Wayback Machine.];
- Berkeley UPC;
- UPC @ MTU;
- UPC @ Florida;
- GCC UPC.

Доступні засоби розробки і налагодження:
- TotalView;
- Eclipse Parallel Tools Platform.[1]

### Основні елементи
1) Два типи змінних:
- Private (за замовчуванням );
- Shared (спеціальна директива).

2) Shared масиви і розподіл даних по процесорам;
3)  Розподіл обчислень по процесорам;
4) Синхронізація і забезпечення консистентності пам'яті;
- Бар'єри;
- М'ютекси (locks).

### Модель виконання
Декілька потоків виконують одну і ту ж програму, але обробляють різні дані (SPMD):
- Подібно MPI;
- Немає неявної синхронізації;
- MYTHREAD - номер даного потоку, THREADS - загальна кількість потоків;
- Число потоків може задаватися під час компіляції, так і під час виконання (подібно mpirun - np N)

Синхронізація застосовується тільки тоді, коли це необхідно:

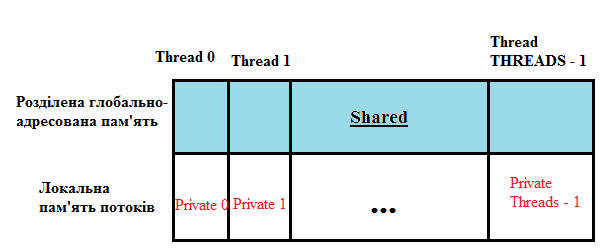
Рис. 1 Представлення

- Бар'єри;
- Блокування (Locks);
- Контроль консистентності пам'яті.[1]

### Модель представлення пам'яті
Пам'ять розподілена між потоками, частина цієї пам'яті є локальною і доступна тільки потоку - власнику, інша частина пам'яті — глобальна (доступна для всіх потоків).

## Управління розподілом даних

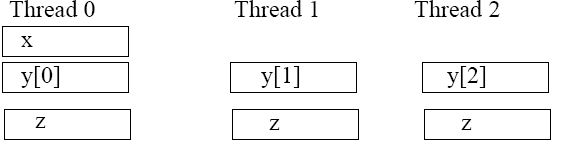
Рис. 2. Результат прикладу

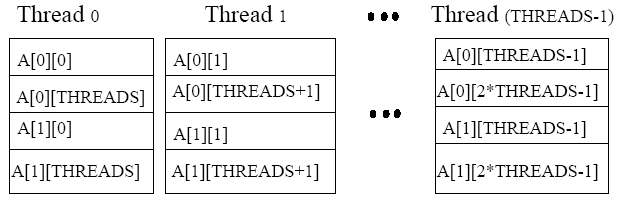
Рис. 3. Результат (sharedintA[4][THREADS])

Приклади:
```
shared
 
int
 
x
;
 
/* will have affinity to thread 0 */

shared
 
int
 
y
[
THREADS
];

int
 
z
;

THREADS
 
=
 
3
 
/* нехай буде 3 потоки */

```

```
sharedintA
[
4
][
THREADS
];

```

### Блоковий розподіл даних (за замовчуванням розмір блоку 1)

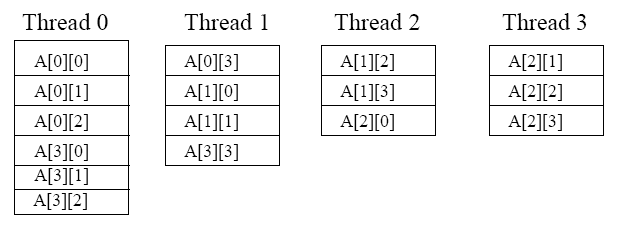
Рис. 4. THREADS = 4

shared [block - size ] type array[N];

Приклад: 
```
shared
 
[
3
]
 
int
 
A
 
[
4
]
 
[
THREADS
];

THREADS
 
=
 
4
;

```

### Матричне множення

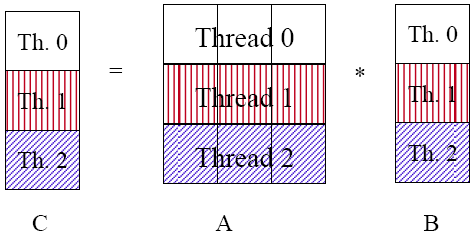
Рис. 5. Результат матричного множення

```
// vect_mat_mult.c

#include
<upc_relaxed.h>

shared
[
THREADS
]
 
int
 
a
[
THREADS
][
THREADS
];

shared
 
int
 
b
[
THREADS
],
 
c
[
THREADS
];

void
 
main
 
(
void
){

    
nt
 
i
,
 
j
;
 

    
upc_forall
(
 
i
 
=
 
0
 
;
 
i
 
<
 
THREADS
 
;
 
i
++
;
 
i
){

        
c
[
i
]
 
=
 
0
;

        
for
(
 
j
=
0
 
;
 
j
<
 
THREADS
 
;
 
j
++
)

          
c
[
i
]
 
+=
 
a
[
i
][
j
]
*
b
[
j
];

    
}

}

```

### Приклад паралельного скалярного множення
Приклад:
```
#
 
include
 
<upc_relaxed.h>

# define N 1000 * THREADS

shared
 
float
 
A
[
N
],
 
B
[
N
];

shared
 
float
 
MUL
[
N
];

void
 
scalar_mul_a_b
()

{

   
int
 
i
;

   
upc_forall
(
i
 
=
 
0
;
 
i
 
<
 
N
;
 
i
++
;
 
i
)

       
MUL
[
i
]
 
=
 
A
[
i
]
 
*
 
B
[
i
];

}

```

### Синтаксис
```
upc_forall
 
(
init
;
 
test
;
 
loop
;
 
affinity
)

statyment

```

#### Семантика
- Ітерації циклу виконуються в потоках відповідно до локалізації параметра "affinity";
- affinity - цілочисельний вираз або посилання на загальний об'єкт.[2]

#### Приклад
```
shared
 
int
 
a
 
[
100
],
 
b
[
100
],
 
c
[
100
];

int
 
i
;

upc_forall
 
(
i
 
=
 
0
;
 
i
<
100
;
 
i
++
;
 
a
[
i
])

    
a
[
i
]
 
=
 
b
[
i
]
 
*
 
c
[
i
];

```

#### Службові операції
Отримання розміру локальної частини глобального об'єкта:
```
upc_localsizeof
 
(
type
-
name
 
or
 
expression
);

```

Отримання розміру блока глобального об'єкта:
```
upc_blocksizeof
 
(
 
type
 
-
 
name
 
or
 
expression
);

```

 Отримання розміру елемента глобального об'єкта:
```
upc_elemsizeof
 
(
 
type
 
-
 
name
 
or
 
expression
);

```

### Операції копіювання і ініціалізації
Копіювання з загальної пам'ять в загальну
```
upc_memcpy
 
(
dst
,
 
src
,
 
size
)

```

Копіювання з локальної пам'яті в загальну
```
upc_memput
 
(
dst
,
 
src
,
 
size
)

```

Копіювання з загальної пам'яті в локальну
```
upc_memget
 
(
dst
,
 
src
,
 
size
)

```

Ініціалізація загальної пам'яті
```
upc_memset
 
(
dst
,
 
src
,
 
size
)

```

Використовуваний блок загальної пам'яті повинен бути безперервним і належати одному і тому ж потоку!

### Динамічний розподіл пам'яті
1. Динамічний розподіл пам'яті можливий для загальної пам'яті;
2. Операції виділення пам'яті можуть бути, як колективними, так і локальними для потоків ( префікс колективних операцій - all ).

#### Синтаксис
```
shared
 
void
 
*
upc_all_alloc
 
(
 
size_t
 
nblocks
,
 
size_t
 
nbytes
 
);

```

#### Семантика
- Виділення загальної (глобальної) пам'яті;
- block_size - розмір блока, nblocks - кількість блоків;
- Результат виділення пам'яті відповідає дійсності:shared[nbytes] char[nblocks* nbytes]
- Дана операція виділення пам'яті є колективною.
- Виділення загальної пам'яті тільки для поточного потоку, виконується за допомогою функції upc_global_alloc.